# Blanc dehors

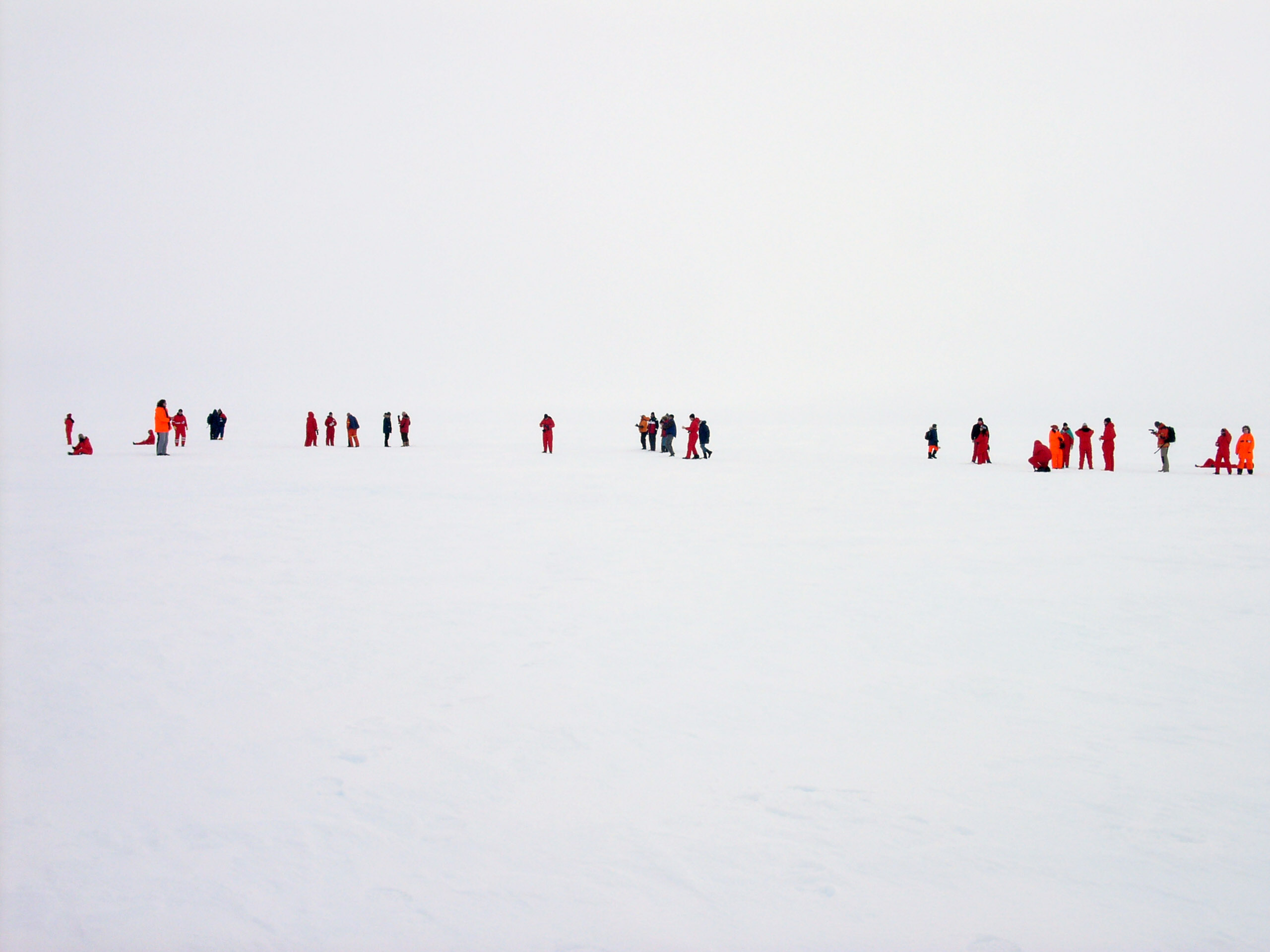
Blanc dehors sur la plaque de glace d'Ekström, Antarctique

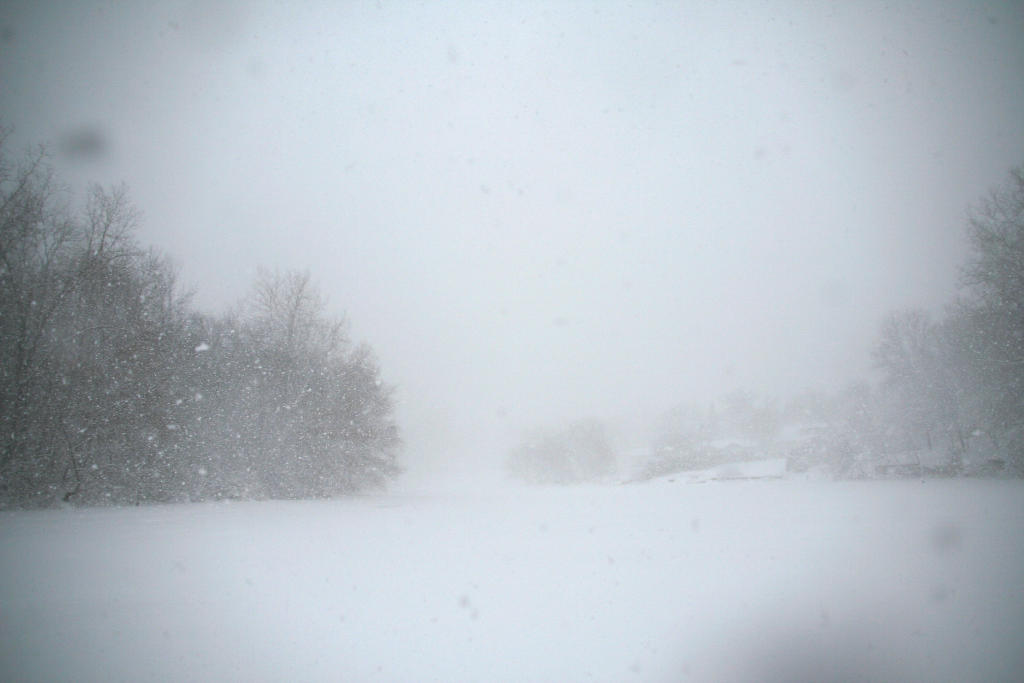
Voile blanc causé par le blizzard, Minnesota, 1er mars 2007 ; noter la ligne d'horizon effacée au centre.

Un blanc dehors, temps laiteux ou jour blanc/voile blanc (anglais whiteout) est un phénomène optique atmosphérique, particulièrement dans les régions polaires, dans lequel les contrastes sont nuls et où tout semble enveloppé d'une lueur blanche uniforme à cause d'un ciel bas, de neige au sol et d'une visibilité pouvant être faible. L'observateur ne peut discerner ni les ombres, ni l'horizon, ni les nuages ce qui lui fait perdre le sens de la profondeur et de l'orientation. Les deux derniers termes sont privilégiés par les alpinistes et les skieurs.
Il est très facile de se perdre dans une telle situation car les points de repère disparaissent. Un blanc dehors peut être causé par des conditions de forte tempête de neige, de blizzard ou de brouillard. 

## Types
Le sens premier du terme blanc dehors est relié à des conditions de vent calme en Arctique et en Antarctique alors que le sol est couvert de neige ; le ciel couvert de nuages stratiformes diffusant la lumière uniformément dans toutes les directions, la visibilité peut être réduite en cas de brouillard ou de brume et ne montre finalement ni relief ni végétation. Dans ces conditions, rien ne vient briser le champ de vision. 
Le terme est également utilisé, par extension, dans des conditions de tempête de neige où les fortes précipitations réduisent la visibilité à néant. L'effet de la poudrerie (chasse-neige élevée) soulevée par le vent dans des conditions de blizzard ou de bourrasques de neige sont également décrites comme un blanc dehors.

## Dangers
Dans ces conditions, les repères disparaissent. Les alpinistes, les skieurs, les randonneurs peuvent se perdre et mourir d'hypothermie. Même avec les instruments de bord, les avions peuvent s'écraser en régions montagneuses alors que le terrain peut ne pas être détecté à temps comme ce fut le cas pour le vol 901 Air New Zealand. Les automobilistes perdent le tracé de la route et la position des autres véhicules ce qui souvent mène à des carambolages.